# Phitsanulok
Pour la province de Thaïlande, voir Province de Phitsanulok.
Phitsanulok est une ville de la région Nord de la Thaïlande, dans la province de Phitsanulok, à 343 kilomètres de Bangkok. C'est l'une des plus grandes villes de Thaïlande (21e), reconstruite après avoir été ravagée par un incendie en 1960.
Ancienne cité du royaume de Siam, c'est la ville de naissance du roi Naresuan Le Grand (1555-1605).

## Géographie

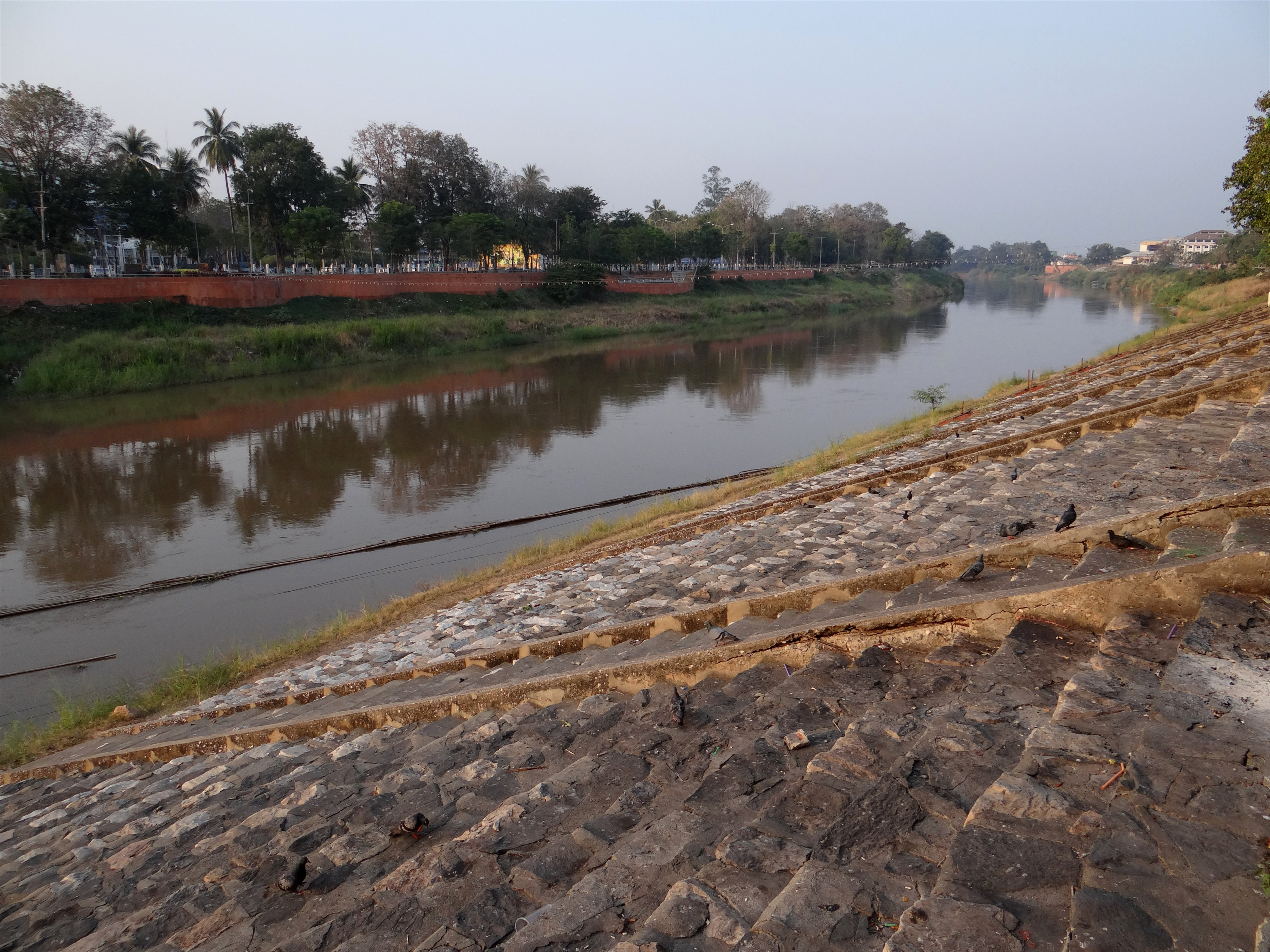
La Nan à Phitsanulok.

La ville est située au cœur des plaines centrales de la Thaïlande, à 45 mètres d’altitude, sur la Nan, un tributaire de la Chao Phraya sur lequel on observe encore quelques maisons flottantes.
Vers l’est, les chutes d’eau et les parcs nationaux (Thung Salaeng Luang, Phu Hin Rong Kla, Namtok Chat Trakan et Kaeng Chet Khwae) offrent des occasions de promenades au milieu de la nature.
Au nord, les terres s’élèvent progressivement jusqu’aux 2 565 mètres d'altitude du Doi Inthanon, le point culminant du pays, dans la province de Chiang Mai.

## Histoire

### Empire khmer
Au XIe siècle, la ville de Phitsanulok était un petit avant-poste khmer nommé Song Khwae, ce qui signifie deux rivières. La Nan et la Khwae Noi traversaient la ville, en faisant un passage stratégique du nord de la Thaïlande.

### Période de Sukhothaï (1238-1365)
Phitsanulok était la ville principale de l'est du Royaume de Sukhothaï (1238-1365). C'est de cette époque que datent le Wat Aranyik et le Wat Chedi Yod Thong.

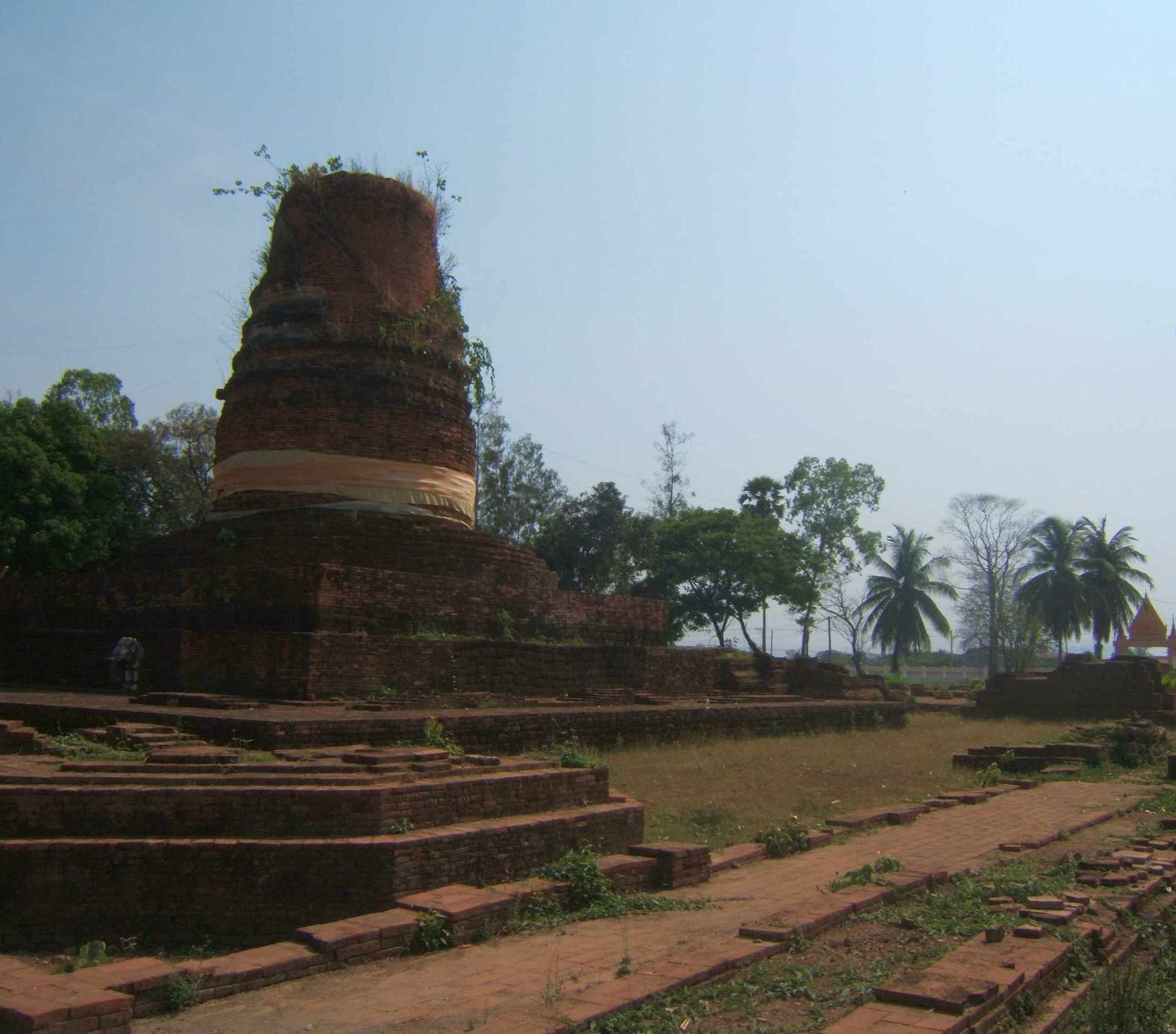
Le stupa (chedi, reliquaire) principal du Wat Aranyik.

Wat Chedi Yot Thong
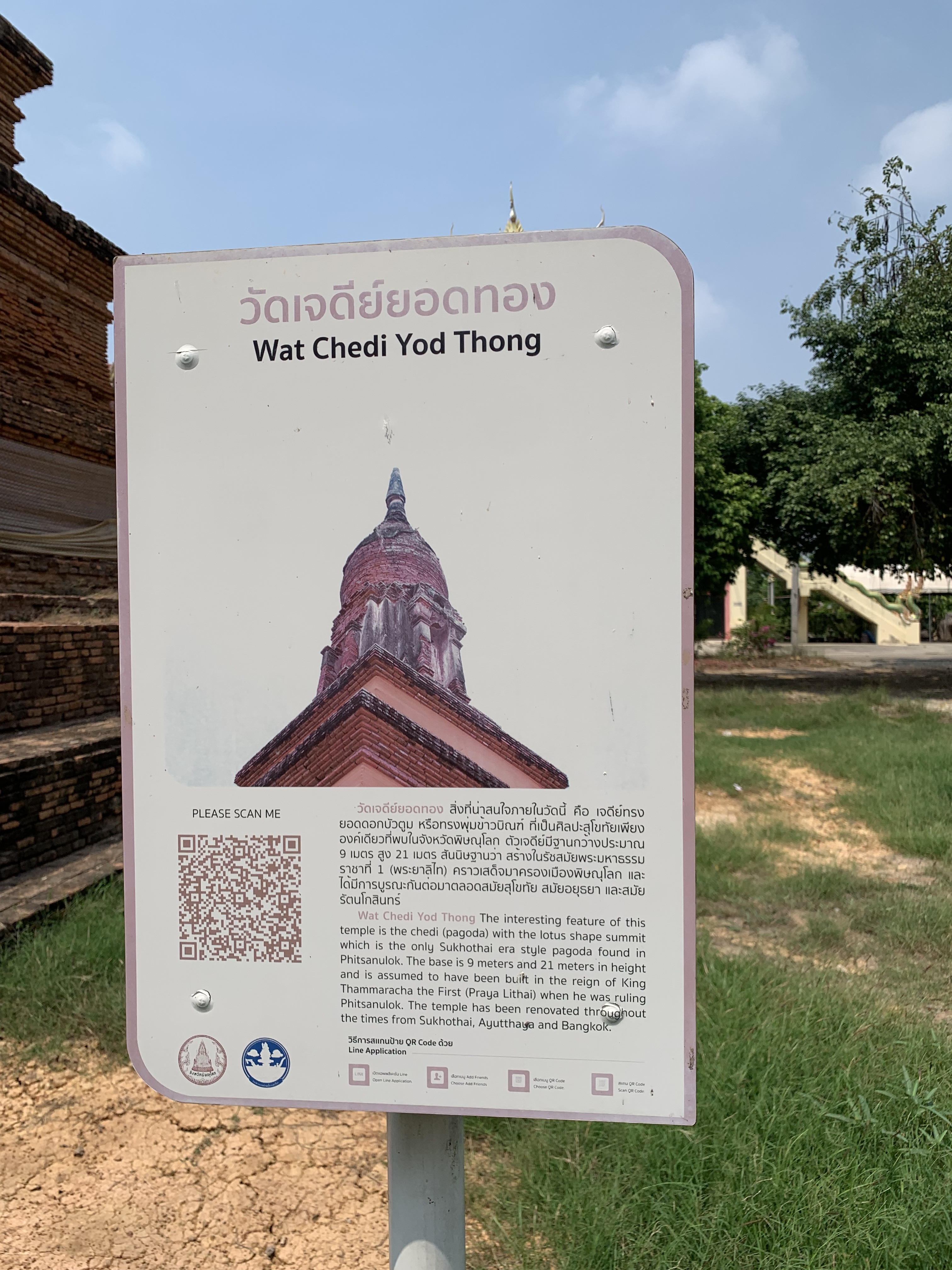
Chedi (Stupa, reliquaire), base de 9 m et hauteur 21 m
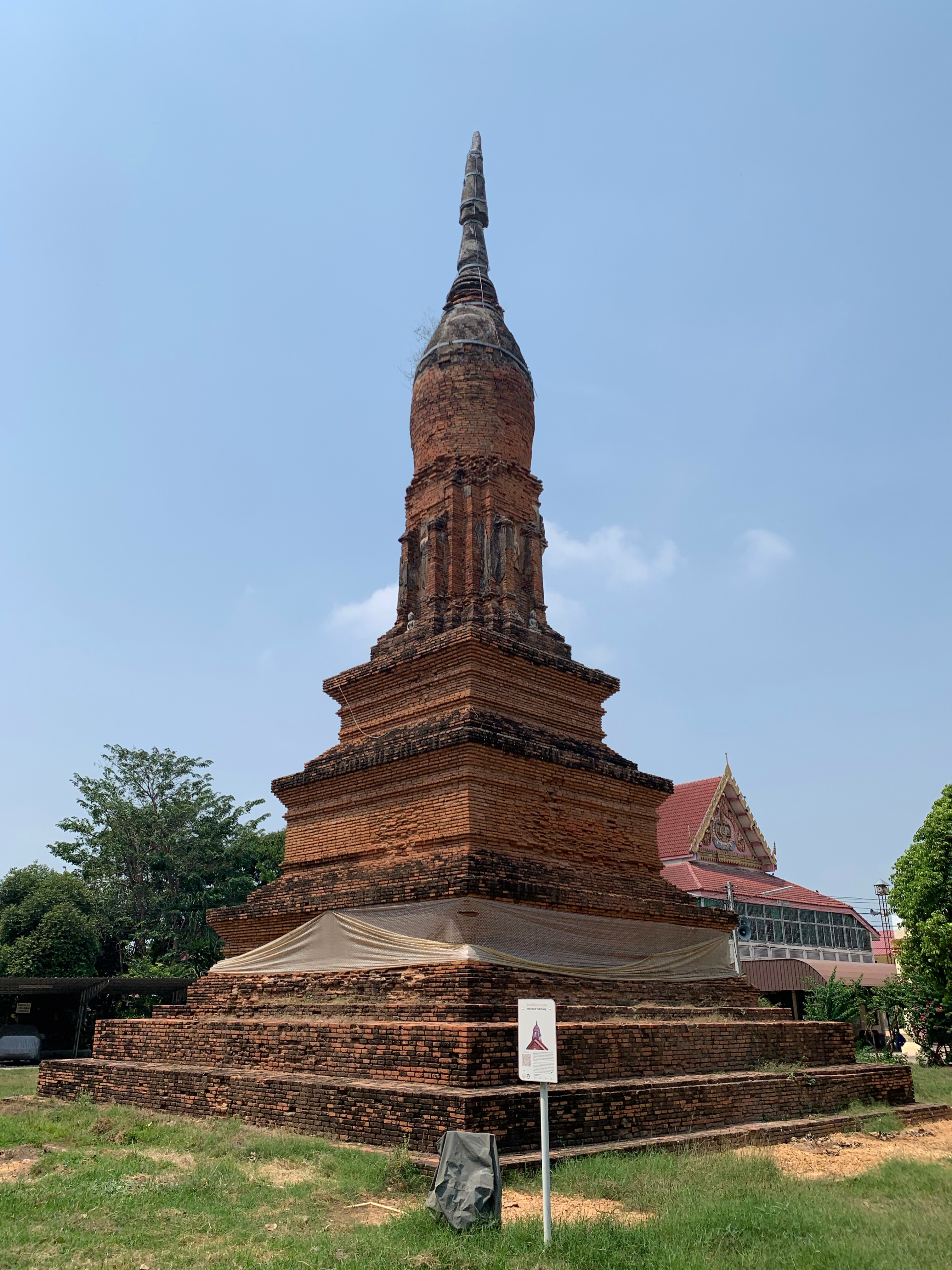
Chedi de type Sukothaï en forme de bouton de lotus
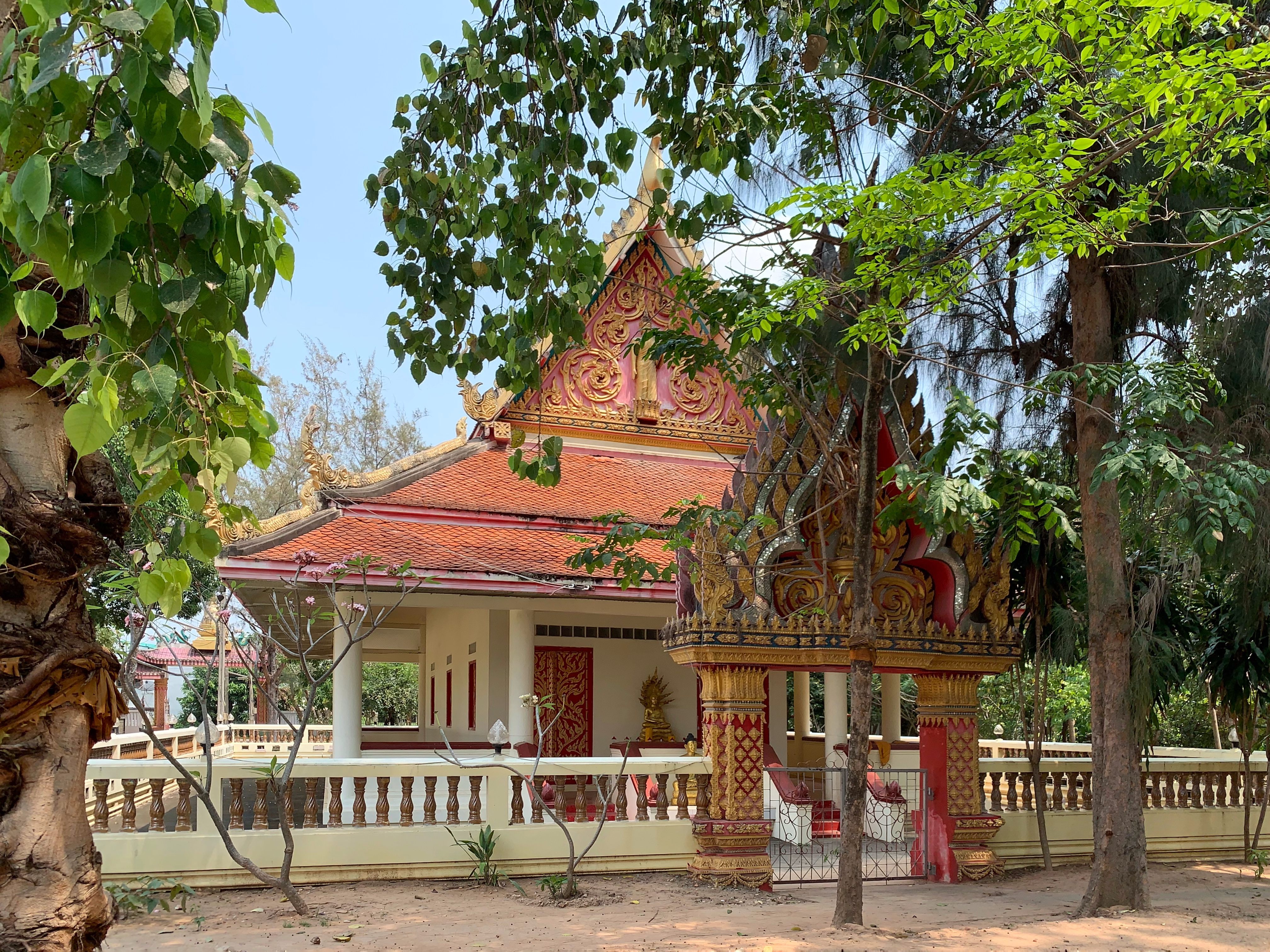
Wihan, salle d'assemblée de tous les croyants
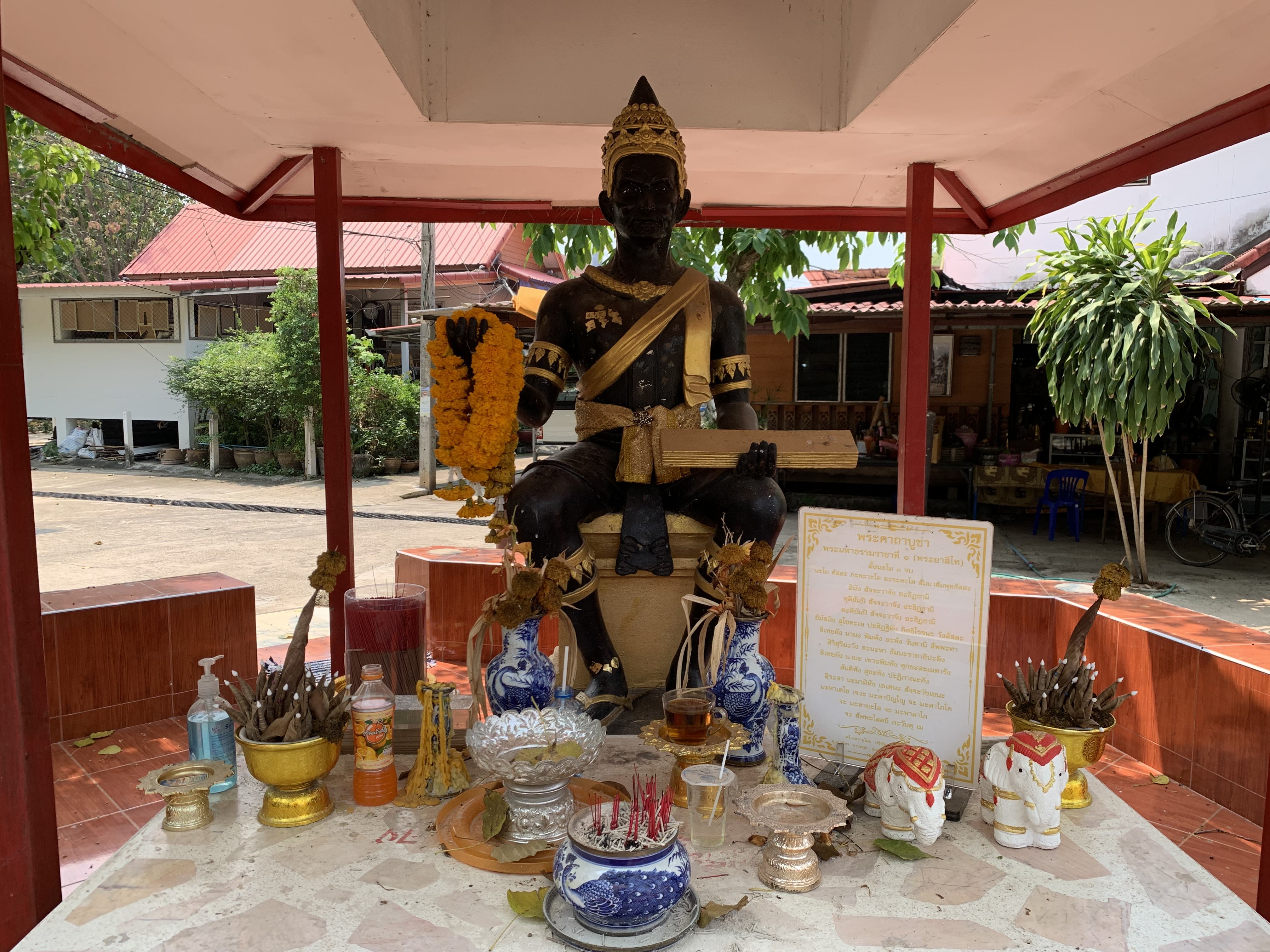
Roi Lithai

### Royaume d'Ayutthaya(1350-1767)

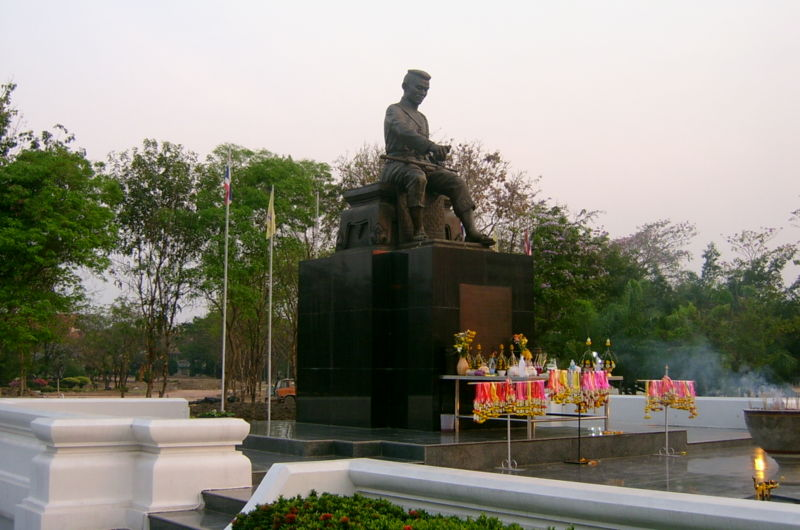
Statue du roi Naresuan à l'Université Naresuan, province de Phitsanulok.

Le Wat Phra Sri Rattana Mahathat fut construit en 1357. Ce temple bouddhiste abrite la statue très vénérée de Bouddha Phra Phuttha Chinnarat.
En 1419, le roi de Sukhothaï Sailuethai, vassal d'Ayutthaya, transféra sa capitale de Sukhothaï à Phitsanulok. La ville resta capitale du royaume de Sukhothaï jusqu'à la disparition de celui-ci en 1448.
Le roi d'Ayutthaya Borommatrailokanat transféra à son tour sa capitale d'Ayutthaya à Phitsanulok en 1463 pour mieux contrôler les frontières du nord de son royaume lors de la guerre contre le Lanna (1456-1474). C'est durant son règne que furent construits le Wat Ratchaburana et le Wat Nang Phaya. Son successeur Boromma Ratchathirat III (1488-1491) ramena la capitale à Ayutthaya.
En 1555, le roi Naresuan le Grand naquit dans la cité, et la région fut un lieu de recrutement important durant les guerres qu'il mena contre les birmans de la Dynastie Taungû.
En 1756, le roi Borommakot fit construire les portes intérieures en nacre du Wat Phra Sri Rattana Mahathat.
Après la chute d'Ayutthaya devant les birmans du roi Hsinbyushin en 1767, un moine fou arracha le contrôle de la ville à son gouverneur. Le roi Taksin le Grand (1734-1782) fut blessé au cours d'une tentative infructueuse pour reprendre la ville.

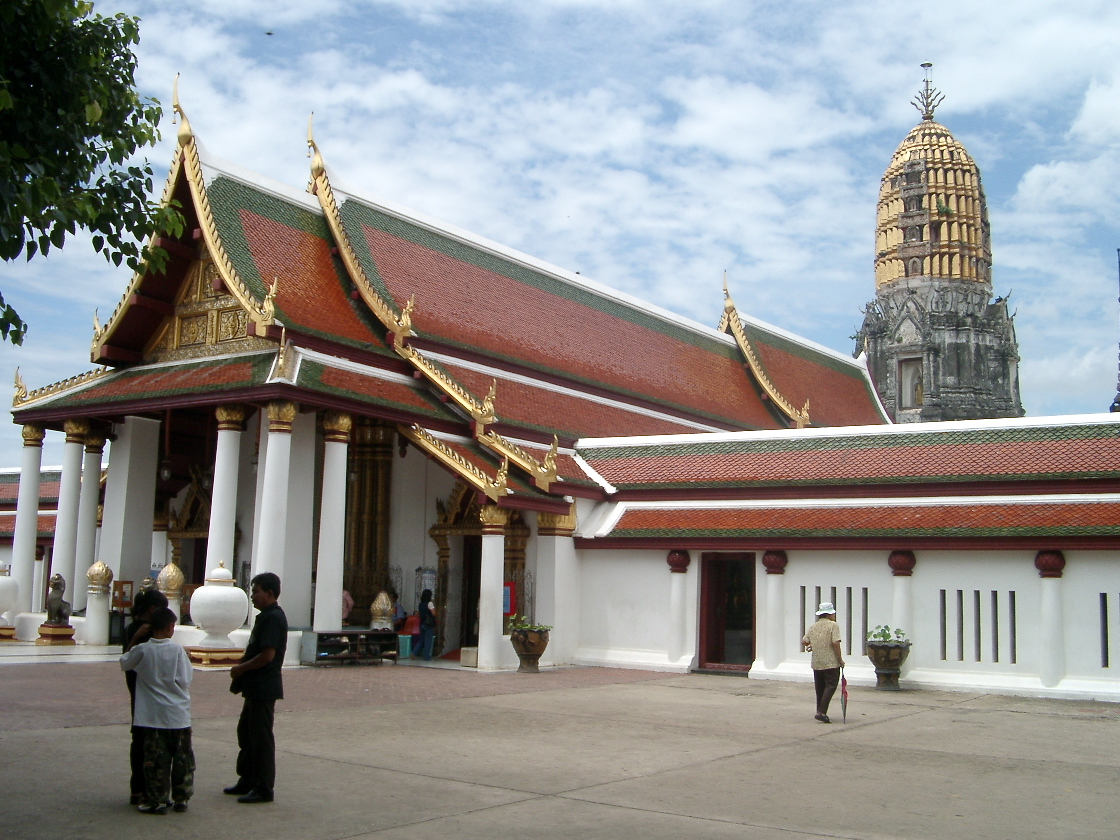
Wat Phra Sri Rattana Mahathat, grand wihan  et chedi en forme de prang
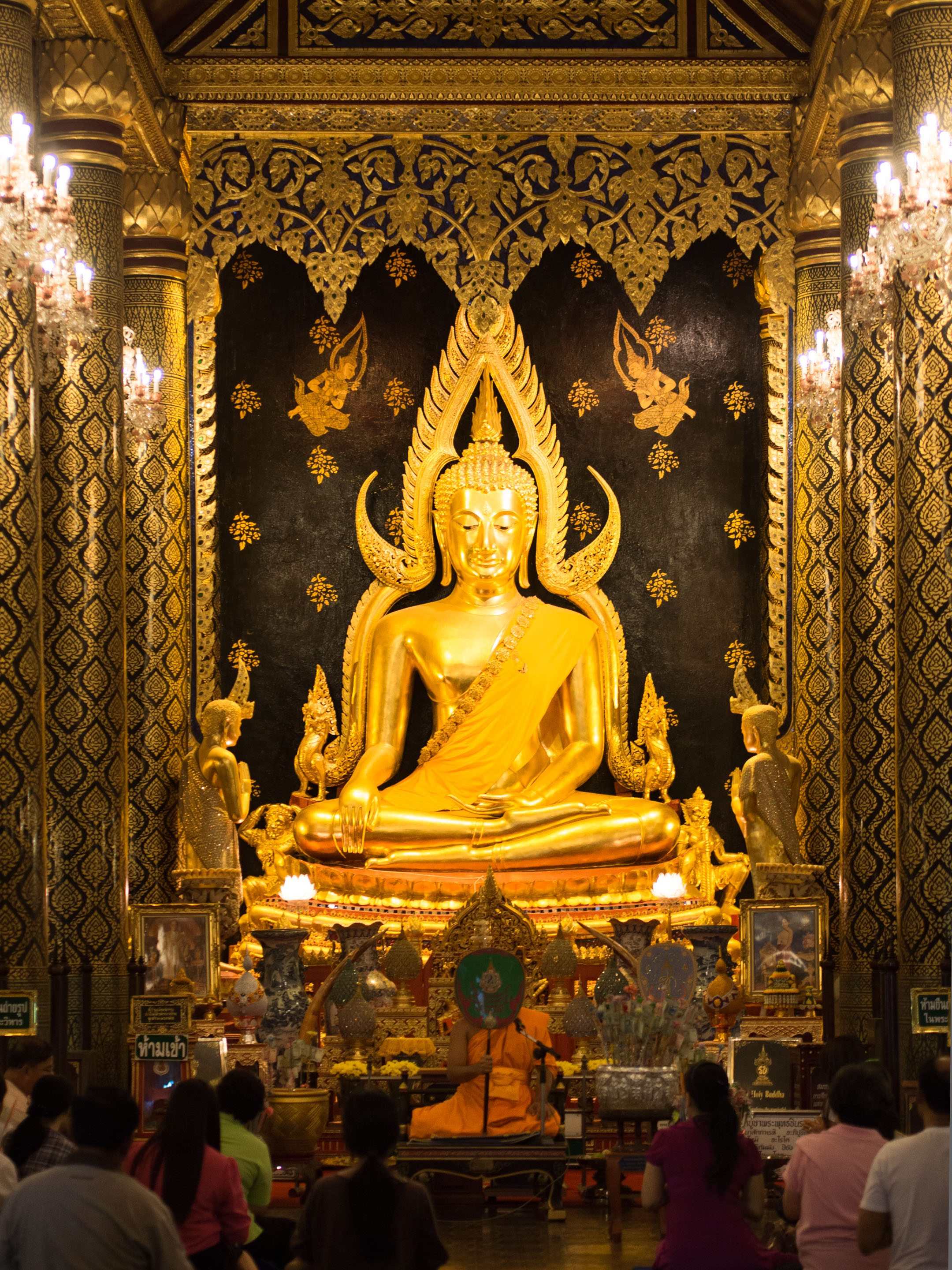
Wat Phra Sri Rattana Mahathat, grand wihan (salle d'assemblée) et Bouddha Chinnarat
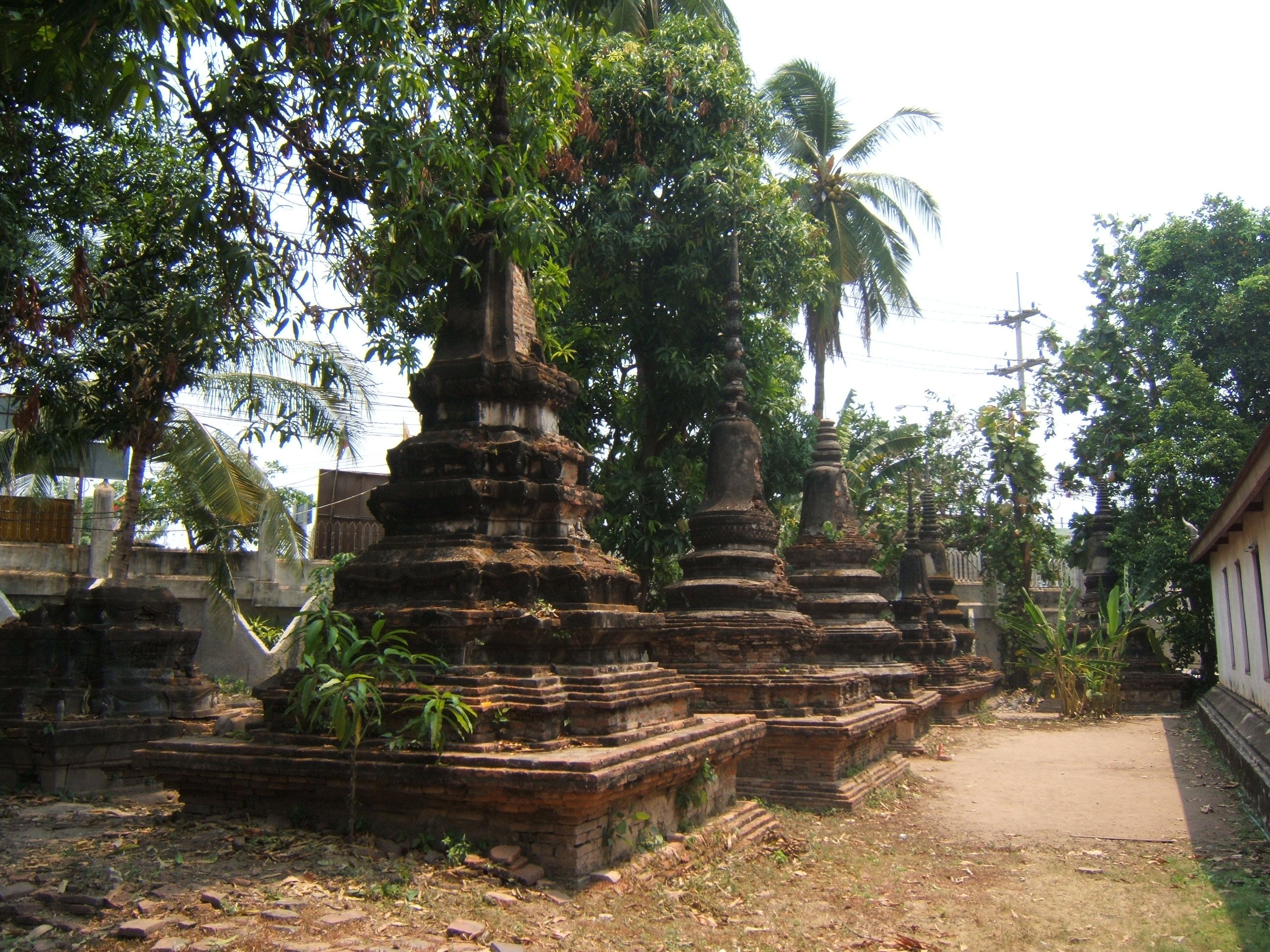
Stupas (chedi, reliquaire) du Wat Ratchaburana
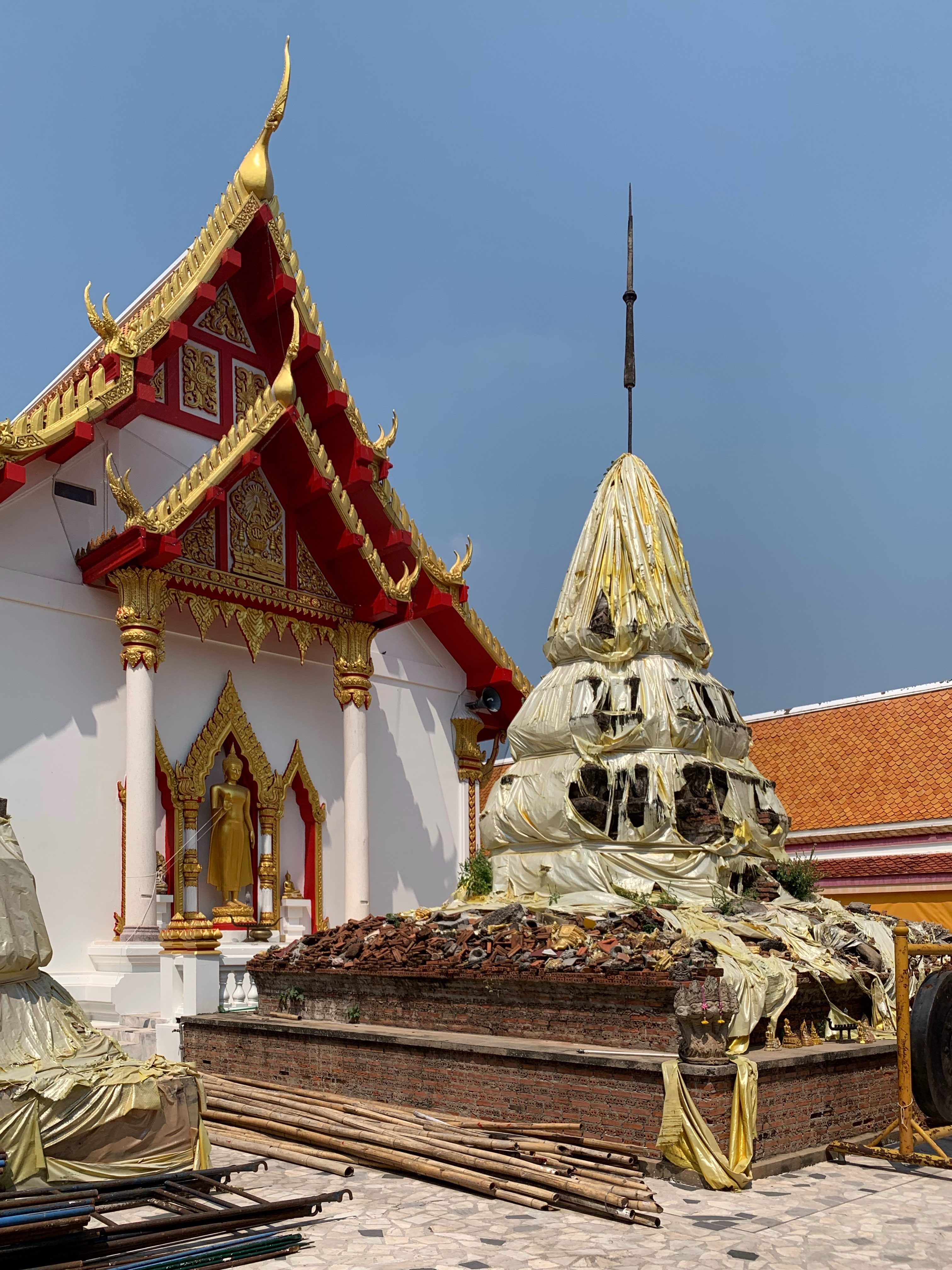
Wat Nang Phaya

### Transports
Phitsanulok est reliée à la capitale par le réseau ferré nord, qui joint quotidiennement Chiang Mai à Bangkok (Gare Hua Lamphong).
La ville possède également un aéroport international, qui est un important carrefour aérien, avec notamment des vols réguliers vers la métropole, grâce à Nok Air, une compagnie aérienne thaïlandaise à bas coûts (low-cost) basée à l'aéroport international Don Muang de Bangkok.
Des bus permettent également de se rendre de Phitsanulok aux principales ville du pays. Pour les trajets longue distance, c'est le moyen de transport numéro 1 en Thaïlande car le réseau est dense et les tarifs abordables.